# Episimoides
Episimoides là một chi bướm đêm thuộc phân họ Olethreutinae trong họ Tortricidae.

## Các loài
- Episimoides erythraea Diakonoff, 1957